# حارة النوبة (صنعاء)

تعديل مصدري - تعديل

حارة النوبة هي إحدى حارات حي الجراف الشرقي بمديرية شعوب إحد مديريات العاصمة اليمنية صنعاء، بلغ تعداد سكانها 1606 نسمة حسب تعداد اليمن لعام 2004.